# Terminal pétrolier de Kulevi
 (novembre 2020).
Le terminal pétrolier de Kulevi est un port pétrolier situé sur la côte est de la mer Noire en Géorgie. Le terminal est situé dans la municipalité de Khobi, à proximité de la zone peuplée du village de Kulevi, anciennement Redout-Kalé, et de la zone côtière entre les rivières Tsiva et Khobistskali.

## Construction
Le projet du terminal pétrolier de Kulevi est initialement autorisé par le décret du président Edouard Chevardnadze du 8 septembre 1999. La construction commence près du village de Kulevi par le Terminal 2000 Ltd, un partenariat créé entre Argomar Oil Ltd et Georgian Railways. À la fin de 2002, cependant, le projet est suspendu en raison de préoccupations environnementales et de fonds insuffisants. La construction reprend en septembre 2004 dans le cadre d'un consortium international d'investisseurs dirigé par le magnat des affaires géorgien Badri Patarkatsichvili. Deux ans plus tard, Badri Patarkatsishvili vend sa participation dans le terminal de Kulevi, alors encore en construction, à la compagnie pétrolière nationale d'Azerbaïdjan (SOCAR) pour une somme d'argent non divulguée.
Le terminal est terminé en novembre 2007 et est officiellement inauguré le 16 mai 2008.

## Description
Le terminal pétrolier de Kulevi comprend trois jetées, un canal pour les pétroliers, une flotte de service de 9 navires et un laboratoire pour les tests de pétrole et de produits raffinés.  Le terminal dispose d'un parc de stockage d'une capacité totale de stockage de 320 000 mètres cubes avec une perspective d'augmentation jusqu'à 380000 mètres cubes. Pour les opérations de chargement, il y a deux postes d'amarrage pour la réception de pétroliers d'un tonnage jusqu'à 100 000 tonnes. Les performances de chargement sont comprises entre 1 000 et 8 000 m3/h. Le terminal possède sa propre gare, où 180 wagons-citernes peuvent être placés pour le déchargement. Les portiques permettent le déchargement simultané de 168 wagons-citernes à travers quatre branches ferroviaires.
Le terminal a une capacité de traitement annuelle de 10 millions de tonnes de pétrole brut et de produits raffinés.  SOCAR prévoit d'augmenter la capacité du terminal à 20 millions de tonnes par an. Cela ferait de Kulevi le plus grand terminal pétrolier du Caucase du Sud.

## Propriétaire
Le terminal pétrolier de Kulevi appartient et est exploité par Black Sea Terminal Ltd, une filiale de la State Oil Company of Azerbaïdjan.